# Souvenirs de Munich
Souvenirs de Munich è una quadriglia su temi dal Tristano e Isotta di Wagner, per pianoforte a quattro mani, del compositore francese Emmanuel Chabrier.

## Storia
L'interesse di Chabrier per Wagner risale al 1862, quando come esercizio di studio copiò la partitura del Tannhäuser. All'inizio del 1880 chiese un permesso al suo ministero per visitare Monaco quel marzo con Duparc e altri amici per andare a una rappresentazione di Tristano e Isotta, come si poteva vedere solo lì. L'esperienza fu una rivelazione musicale per Chabrier. Chabrier, come assistente di Charles Lamoureux, aiutò nelle prove per le esecuzioni di concerti a Parigi dell'atto I (1884) e dell'atto II (1885) di Tristano e Isotta.
Tuttavia, per quanto ammirasse la musica di Wagner, poteva ancora benissimo creare parodie musicali del compositore tedesco. Chabrier improvvisava regolarmente opere di questo tipo al piano; Delage descrive una cena serale a casa di Lamoureux in cui un'improvvisazione su temi del Ciclo dell'Anello fece inferocire von Bülow. Poulenc descrisse Souvenirs de Munich come "irresistibilmente divertente", in quei punti dove i solenni temi principali di Wagner compaiono con "barbe finte e baffi finti".
La data esatta della creazione di Souvenirs de Munich è sconosciuta, ma probabilmente risale al 1887. Forse con in mente la satira di Offenbach Le musicien de l'avenir, guidò sia Fauré che Messager a comporre Souvenirs de Bayreuth in modo simile.

## Analisi musicale
I cinque movimenti seguono lo schema tradizionale di una quadriglia
- Pantalon (do maggiore, 2/4) usa temi del saluto dei marinai a King Marke (atto 1), il leitmotif di Kareol (Atto III)
- Eté (sol maggiore, 2/4) utilizza temi di Estasi, Richiamo dell'amore, Canzone d'amore (Atto II)
- Poule (do maggiore, 6/8) usa temi della melodia gioiosa del pastore (atto III), canto della morte (Atto II)
- Pastourelle (re maggiore, 2/4) usa temi della canzone di Kurwenal
- Galop (Fa maggiore) La canzone dolorosa del marinaio (Atto I), Aria di Kurwenal (Atto I) e Desiderio di morte (Atto II)